# Legoland Florida
A Legoland Florida Resort (stilizáltan LEGOLAND Florida Resort) egy üdülőhely a floridai Winter Havenben. Az üdülőhelyen található maga a Legoland Florida vidámpark, a Legoland Water Park, három helyszíni szálláshely és egy külön jeggyel megtekinthető Peppa malac című brit gyermek animációs sorozaton alapuló helyszíni park, amely 2022. február 24-én nyílt meg.
A korábbi Cypress Gardens vidámpark helyén épült Legoland megőrizte a botanikus kerteket, és a vízi parkot, valamint a kiválasztott attrakciókat és helyszíneket, de a LEGO-márkát tükrözően azokat újratematizálta.

## Története
2010. január 15-én a Merlin Entertainments bejelentette, hogy Legoland vidámparkot kíván építeni a korábbi Cypress Gardens vidámpark helyén, amely 2009-ben végleg megszűnt. Hat nappal később sajtótájékoztatót tartottak Charlie Crist floridai kormányzó és a park tisztviselőinek részvételével.. 2010. január 15-én a sajtótájékoztató előtt egy nappal robbant ki a történet, miután egy helyi újság megszerezte a köztisztviselők közötti e-mailt; az eladási ár 22,3 millió dollár volt.
Egy viszonylag rövid építési időszak után (a semmiből épített parkokhoz képest) a Legoland Florida 2011. október 15-én, szombaton nyílt meg.
A park további területekkel bővült, mint például a The World of Chima (2013. július), Heartlake City (2015. június), és a Lego Ninjago World (2017. január), valamint üdülőhelyként is bővült. 2013. november 21-én a LEGOLAND Florida bejelentette, hogy hozzáadják az első helyszíni szállodájukat, a LEGOLAND Hotelt. Ez 2015. május 15-én nyitotta meg kapuit a nagyközönség előtt. 2016. március 15-én egy második üdülőhelyet, a LEGOLAND Beach Retreat-et jelentették be egy nagyobb bővítés részeként, amely 2017. április 7-én nyílt meg, körülbelül 3⁄4 mérföldre (1,2 km) keletre a vidámparktól, a Dexter-tó nyugati partján. A legutóbbi fejlesztés a világ első, A Lego film témájú vidámparki területének bejelentése volt, amely 2019. március 27-én nyílt meg.
Március közepétől 2020 májusáig, mint minden Legoland parkban, a parkot a COVID-19 világjárvány miatt lezárták.

## Képek

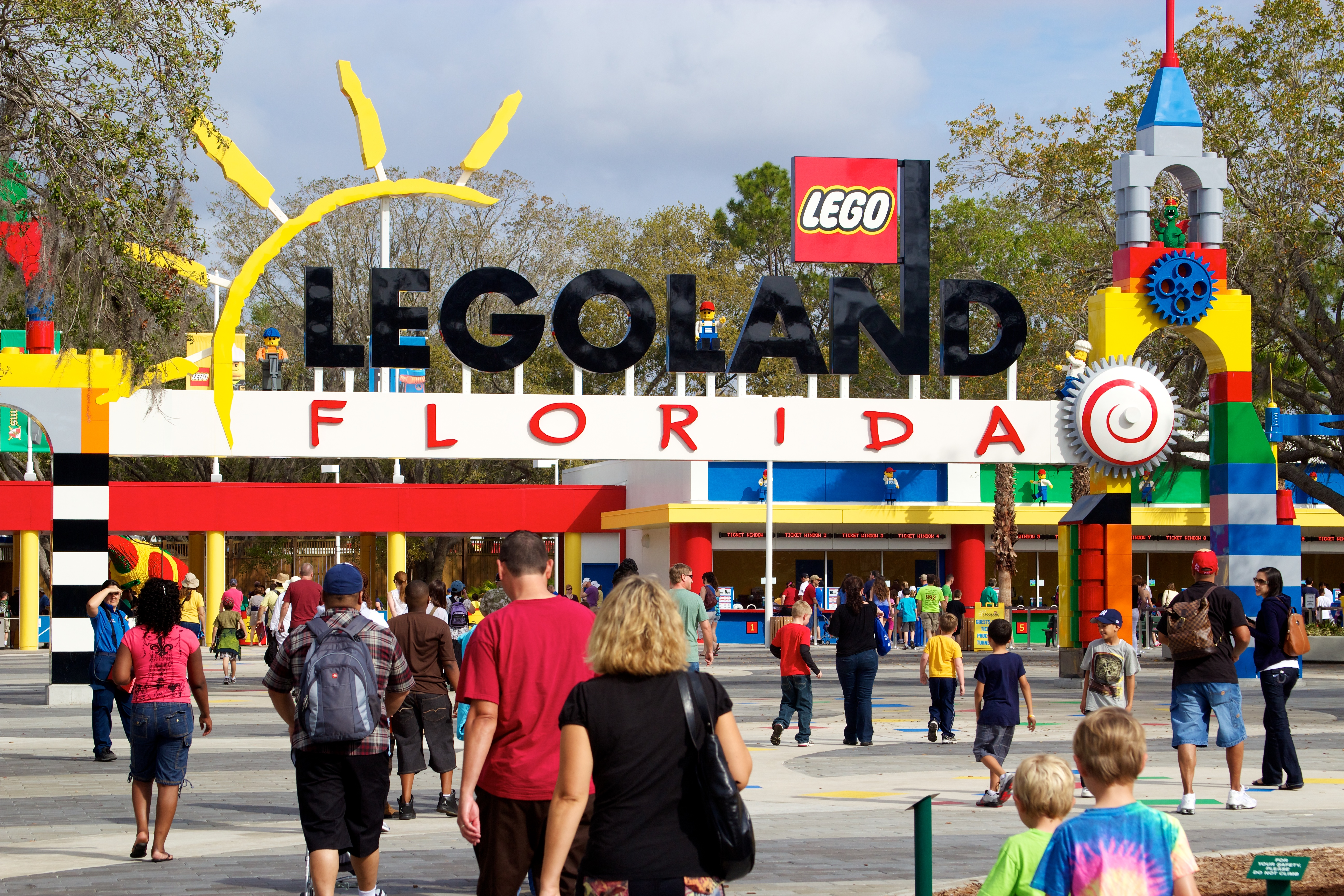
A bejárat
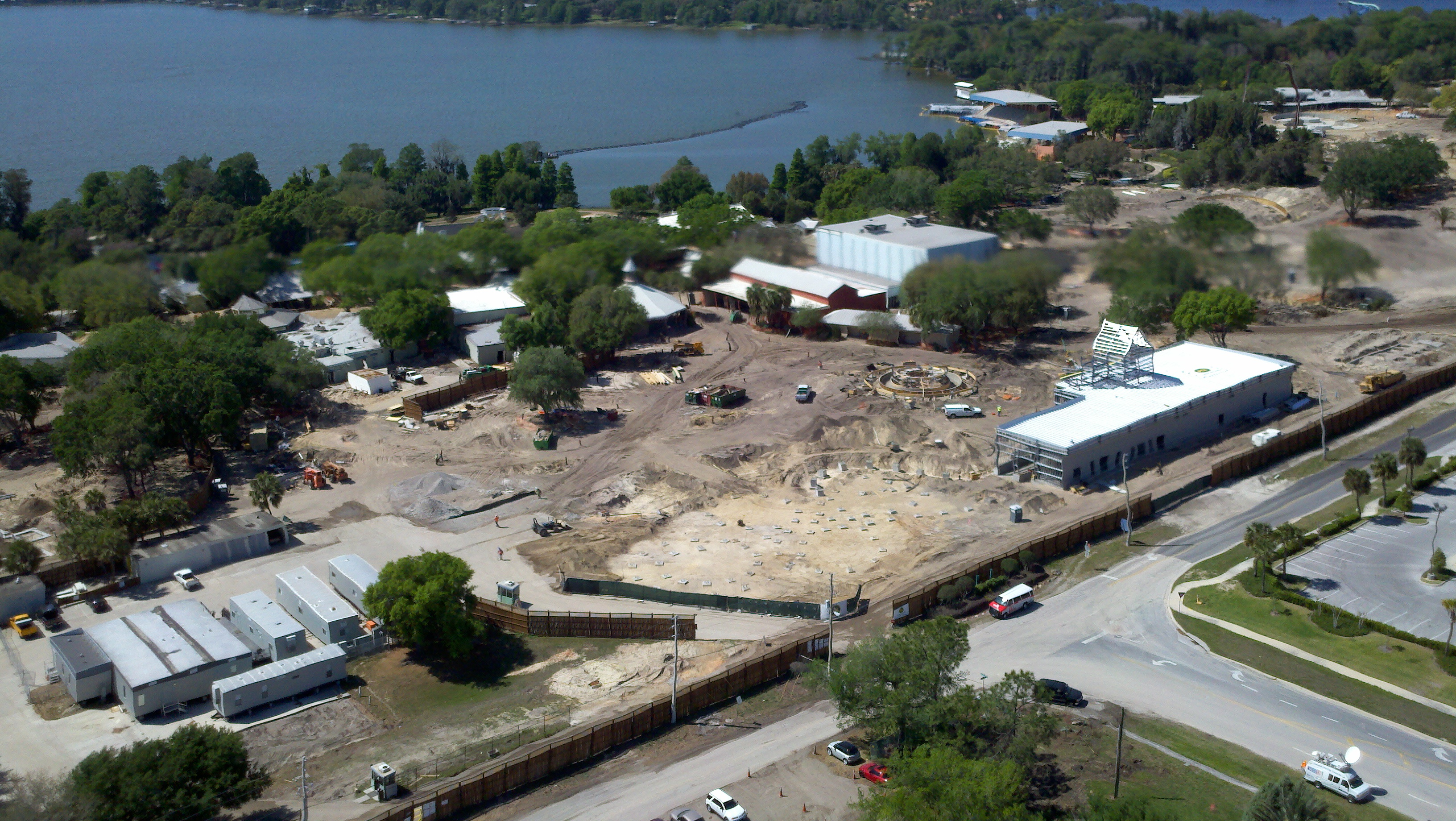
Építés alatt
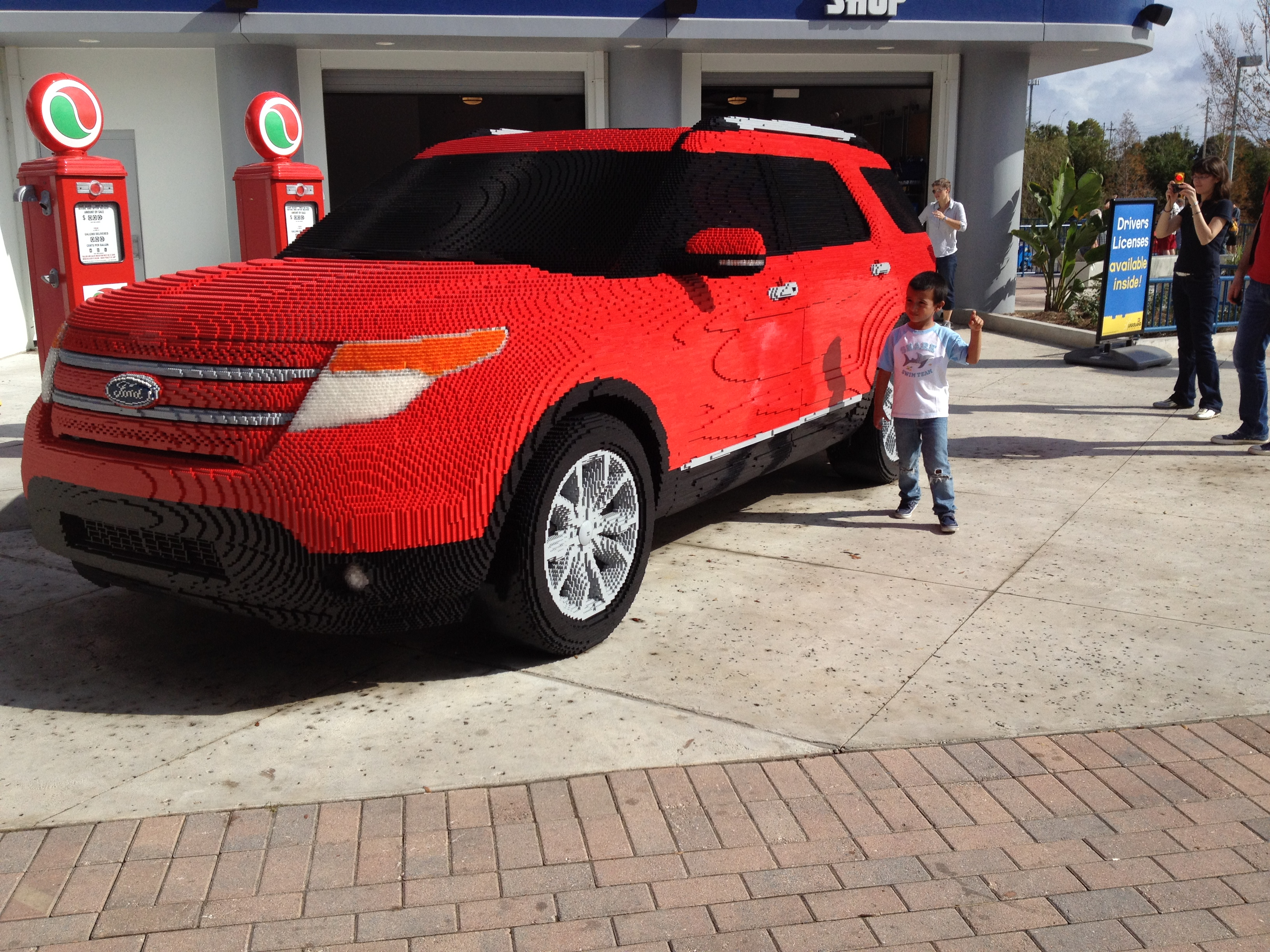
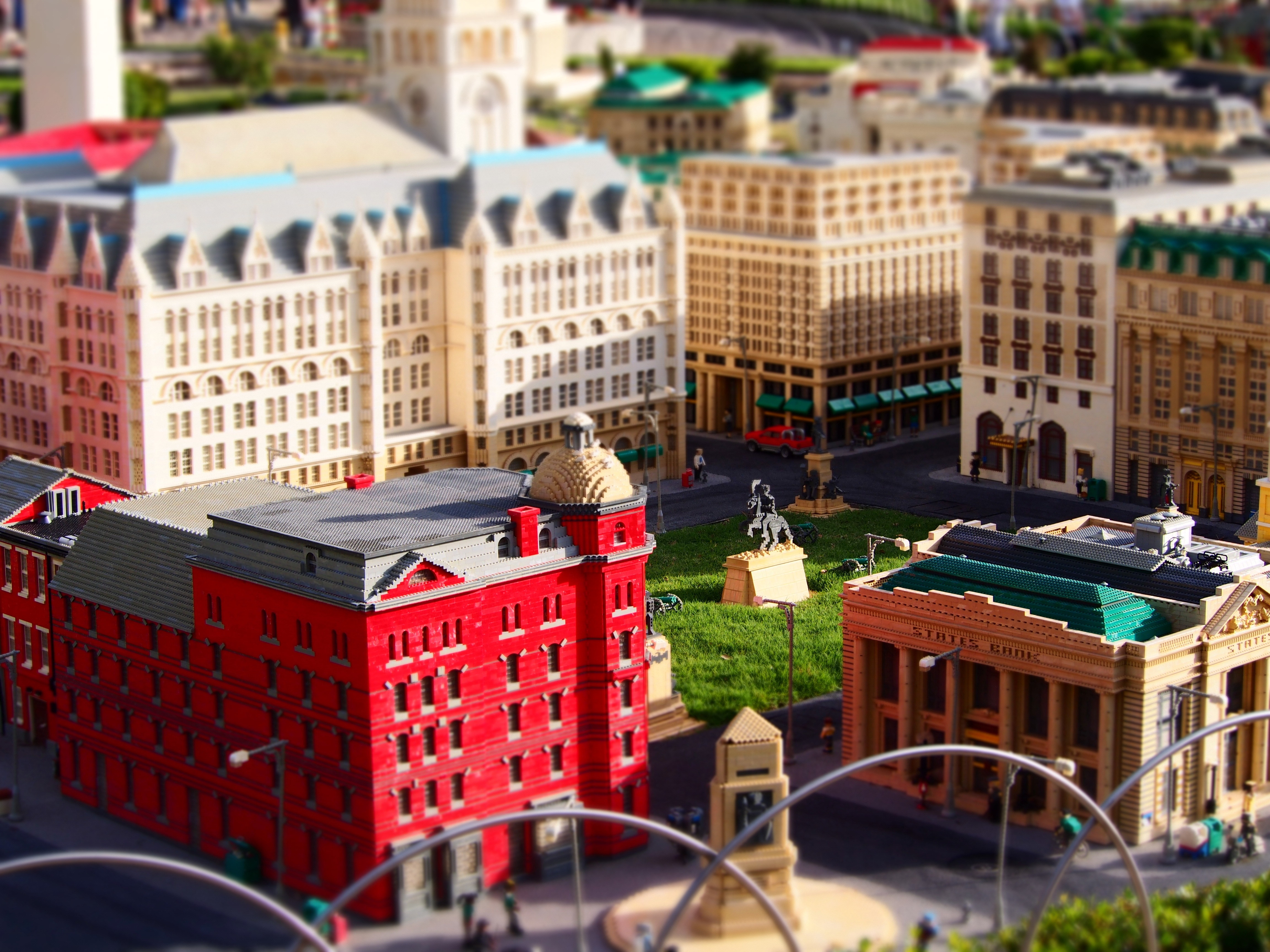
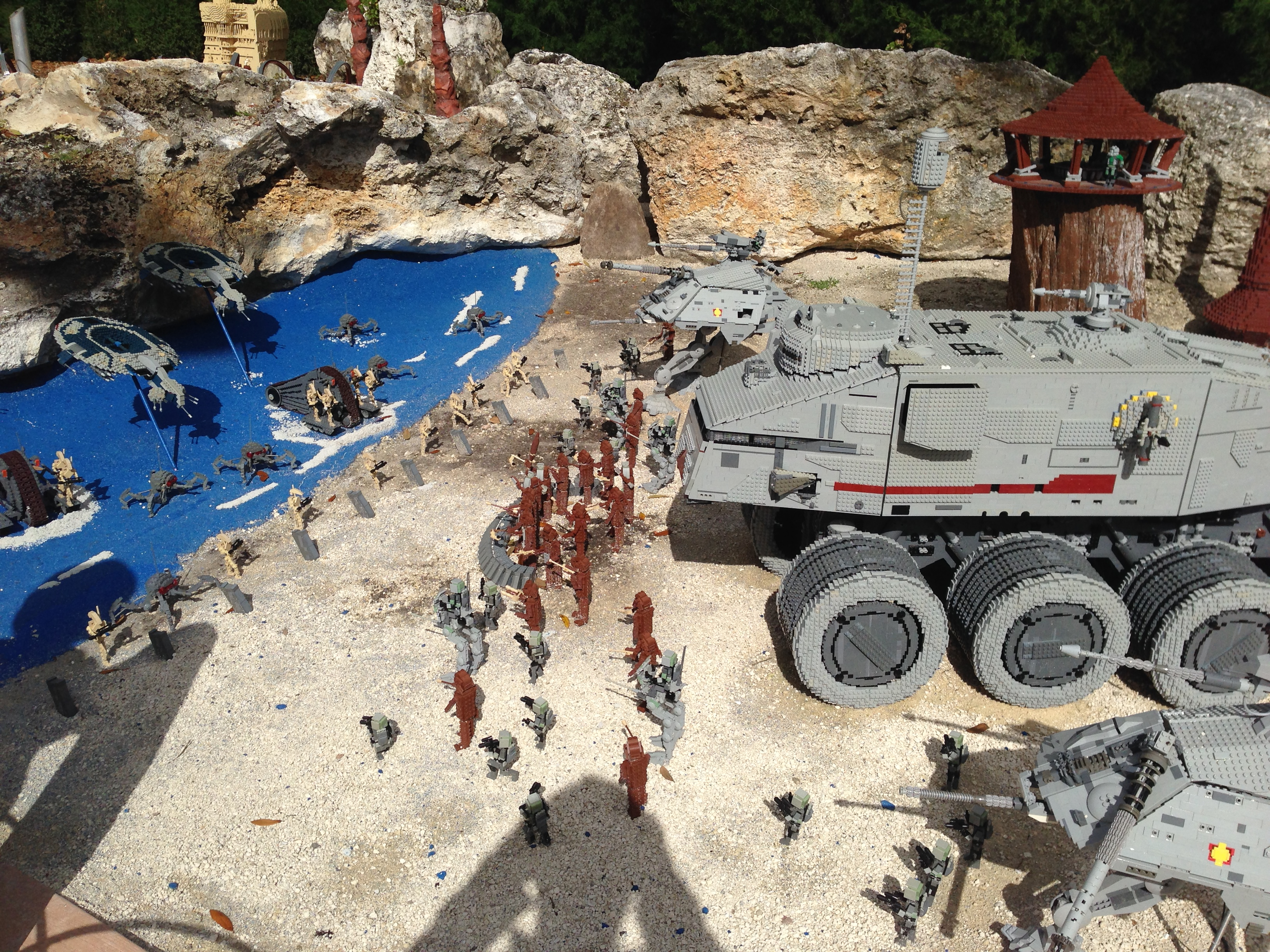
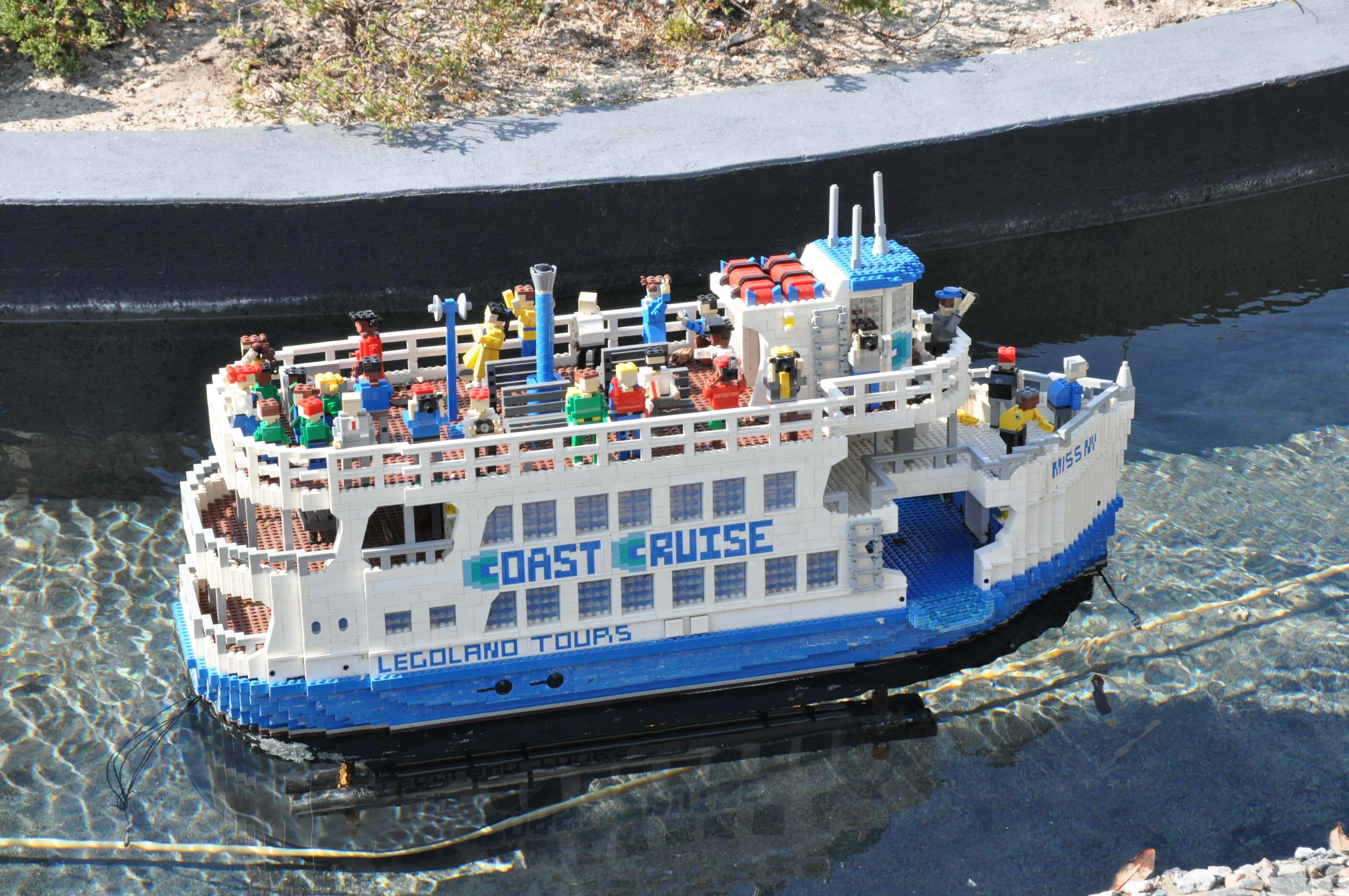
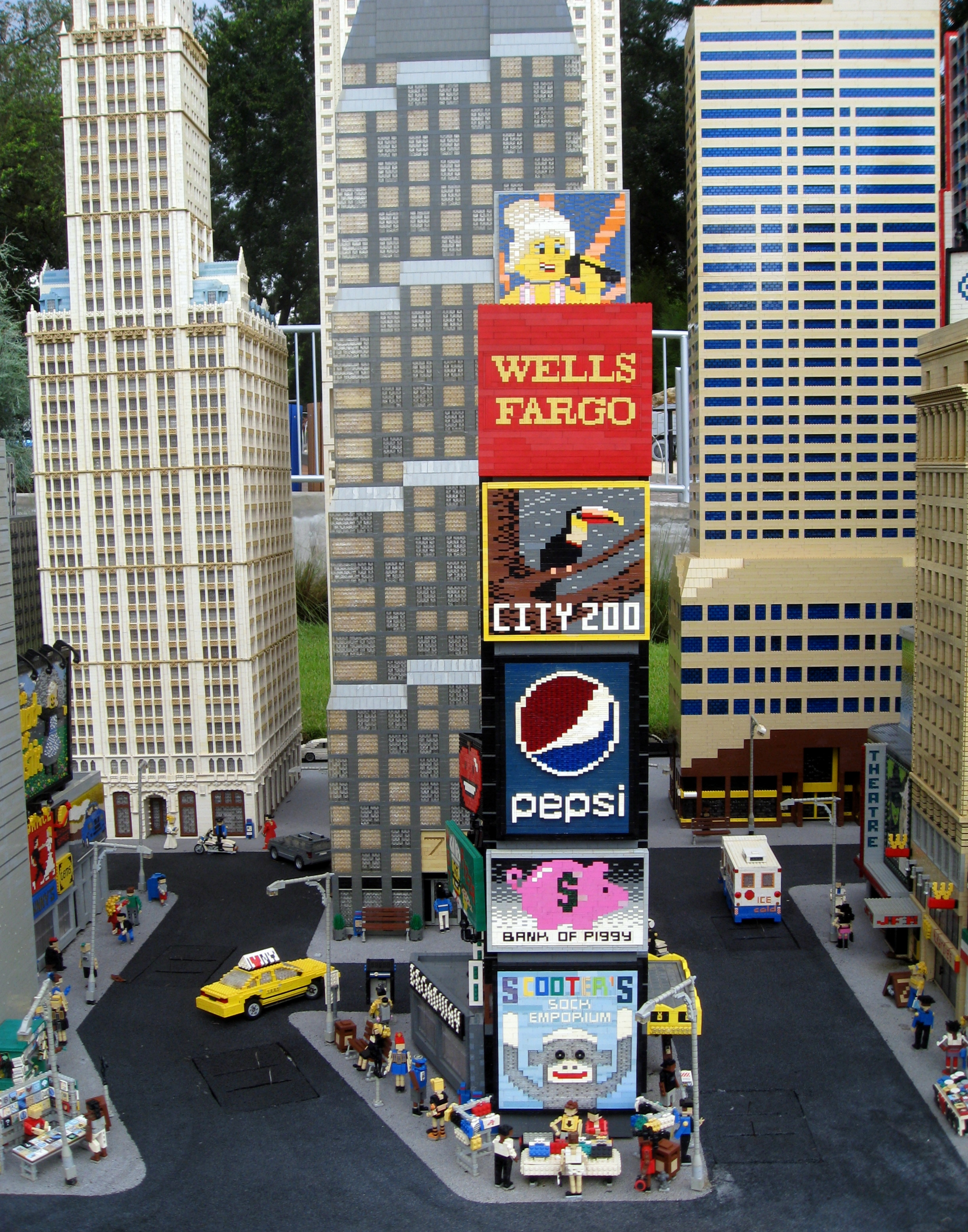
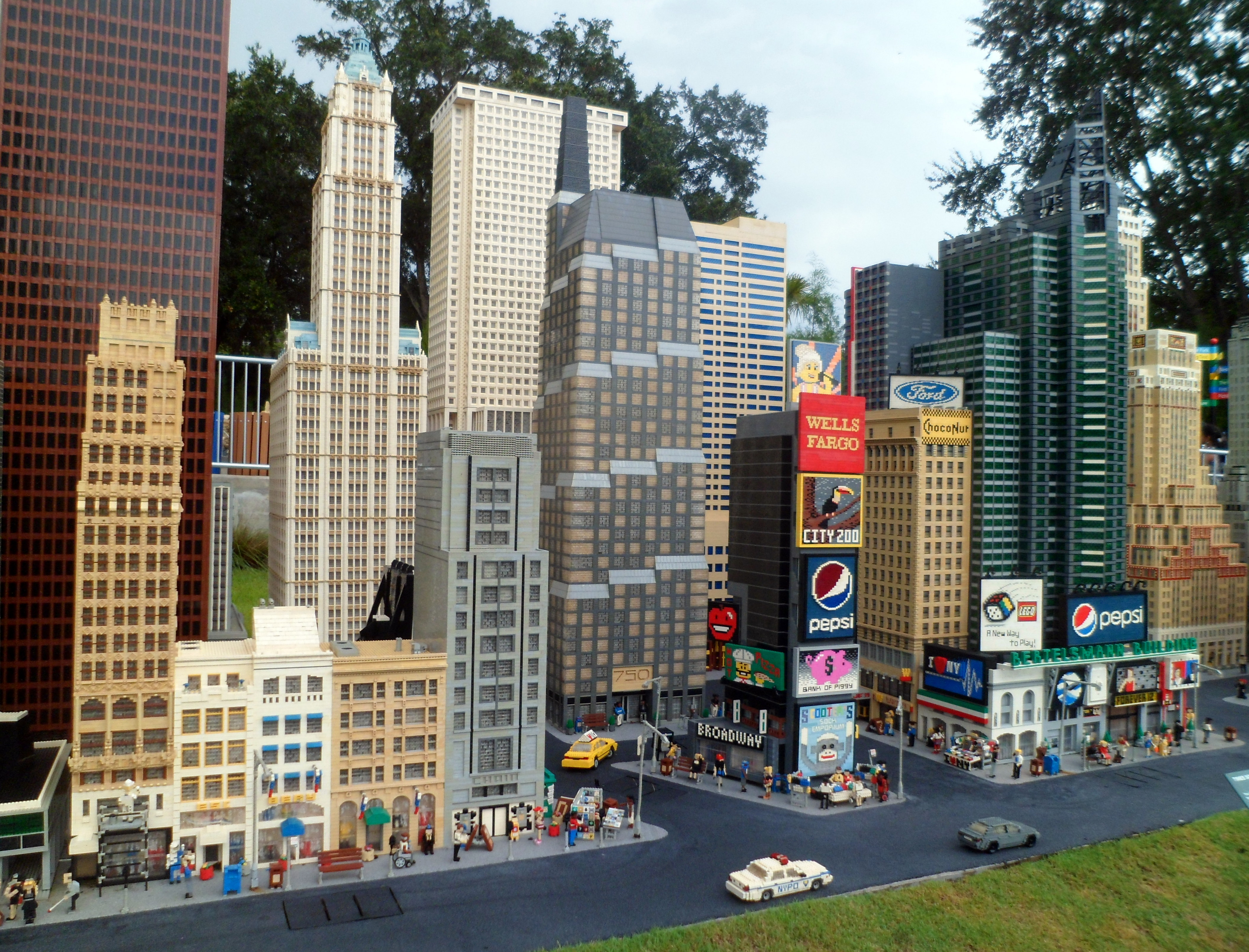